# عین اهل الطایع
عین اهل الطایع روستایی در موریتانی است که در استان ادرار واقع شده‌است.

## خصوصیات
عین اهل الطایع ۵٬۶۵۳ نفر جمعیت دارد.